# Mittlere Oder
Mittlere Oder este o arie protejată (arie specială de conservare — SAC, sit de importanță comunitară — SCI) din Germania întinsă pe o suprafață de 1.444,18 ha, integral pe uscat.

## Localizare
Centrul sitului Mittlere Oder este situat la coordonatele 52°15′09″N 14°41′37″E / 52.2525°N 14.6936°E.

## Înființare
Situl Mittlere Oder a fost declarat sit de importanță comunitară în septembrie 2000 pentru a proteja 29 de specii de animale. Situl a fost protejat și ca arie specială de conservare în iunie 2004.

## Biodiversitate
Situată în ecoregiunea continentală, aria protejată conține 12 habitate naturale: Lacuri eutrofice naturale cu vegetație de tip Magnopotamion sau Hydrocharition, Cursuri de apă de la nivel de câmpie la nivel montan, cu vegetație Ranunculion fluitantis și Callitricho-Batrachion, Râuri cu maluri nămoloase cu vegetație de Chenopodion rubri p.p. și Bidention p.p., Pajiști calcaroase din nisipuri xerice, Pajiști cu Molinia pe soluri calcaroase, turboase sau argilos-nămoloase (Molinion caeruleae), Liziere de ierburi înalte hidrofile de câmpie și de nivel montan până la alpin, Pajiști aluvionare inundabile, de Cnidion dubii, Fânețe de joasă altitudine (Alopecurus pratensis, Sanguisorba officinalis), Păduri de stejar sau de stejar și carpen sub-atlantice și medio-europene de Carpinion betuli, Păduri acidofile de stejar bătrân cu Quercus robur pe câmpii nisipoase, Păduri aluvionare cu Alnus glutinosa și Fraxinus excelsior (Alno-Padion, Alnion incanae, Salicion albae), Păduri mixte riverane de Quercus robur, Ulmus laevis și Ulmus minor, Fraxinus excelsior sau Fraxinus angustifolia, de-a lungul marilor râuri (Ulmenion minoris).
La baza desemnării sitului se află mai multe specii protejate:
- păsări (14): pescăruș albastru (Alcedo atthis), erete de stuf (Circus aeruginosus), cristeiul de câmp (Crex crex), ciocănitoarea de stejar (Dendrocopos medius), presură de grădină (Emberiza hortulana), muscar (Ficedula parva), Grus grus grus, codalb (Haliaeetus albicilla), Ixobrychus minutus minutus, sfrâncioc roșiatic (Lanius collurio), gaia neagră (Milvus migrans), gaia roșie (Milvus milvus), viespar (Pernis apivorus), silvie porumbacă (Sylvia nisoria)
- amfibieni (2): buhai de baltă cu burta roșie (Bombina bombina), triton cu creastă (Triturus cristatus)
- mamifere (4): liliac cârn (Barbastella barbastellus), castor (Castor fiber), vidră de râu (Lutra lutra), liliac comun (Myotis myotis)
- nevertebrate (3): croitorul mare al stejarului (Cerambyx cerdo), fluturele purpuriu (Lycaena dispar), Ophiogomphus cecilia
- pești (6): avat (Aspius aspius), zvârluga (Cobitis taenia), Gobio belingi, Lampetra fluviatilis, țipar (Misgurnus fossilis), boarță (Rhodeus sericeus amarus)

Pe lângă speciile protejate, pe teritoriul sitului au mai fost identificate 11 specii de plante, 1 specie de amfibieni.